# David Oelhoffen
David Oelhoffen est un réalisateur et scénariste français, né en 1968 à Ferrol (Espagne).

## Biographie
Il réalise à partir de 1996 des courts métrages primés dans de nombreux festivals. En 2006, il réalise son premier long métrage, Nos retrouvailles, avec Jacques Gamblin et Nicolas Giraud, présenté à la Semaine de la critique lors du festival de Cannes 2007. Puis Loin des hommes (librement adapté d'une nouvelle d'Albert Camus intitulée L'Hôte) avec Viggo Mortensen et Réda Kateb, présenté en compétition à la Mostra de Venise en 2014. En 2018, son film Frères ennemis, avec Reda Kateb et Matthias Schoenarts, est également sélectionné en compétition à la Mostra de Venise. Il réalise ensuite Les Derniers hommes présenté au festival de Deauville en 2023 et Le Quatrième Mur, adapté du roman éponyme de Sorj Chalandon. 
Il collabore en tant que scénariste à d'autres projets.

## Filmographie

### Comme réalisateur
- 1996 : Le mur (court métrage)
- 1997 : Big bang (court métrage)
- 2001 : En mon absence (moyen métrage)
- 2004 : Sous le bleu (court métrage)
- 2007 : Nos retrouvailles
- 2014 : Loin des hommes
- 2018 : Frères ennemis
- 2023 : Les Derniers Hommes
- 2024 : Le Quatrième Mur

### Comme scénariste
Il est scénariste de ses propres films, et des films suivants :
- 2014 : L'Affaire SK1 de Frédéric Tellier
- 2016 : Dans les forêts de Sibérie de Safy Nebbou
- 2017 : Du soleil dans mes yeux de Nicolas Giraud
- 2018 : Sauver ou périr de Frédéric Tellier

## Distinctions
Le Quatrième Mur
- Sélection au Festival du film Francophone d'Angoulême 2024 (Les Flamboyants)
- Prix RTBF au Festival international du film francophone de Namur 2024
- Prix du Public au Festival de Montélimar (De l'écrit à l'écran)[1]
- Prix du Public et Prix de la meilleure adaptation au festival du Croisic (De la page à l'écran)[2]
- Prix du Public au Festival du film de société de Royan[3]
- Meilleur Film au Festival du Film Francophone de Málaga[4]

Les Derniers Hommes
- Sélection officielle Festival de Deauville 2023
- Prix du meilleur réalisateur au Festival international du film de Varsovie
- Sélection festival War on Screen 2023

Frères ennemis :
- Sélection officielle Mostra de Venise 2018
- Festival Polar de Cognac 2018 : POLAR du meilleur long métrage francophone de cinéma

Loin des hommes :
- Sélection officielle Mostra de Venise 2014 : prix Signis meilleur film Venise 71, prix Arca CinemaGiovani meilleur film Venise 71, prix Interfilm
- Sélection officielle au Festival international de Toronto 2014
- Meilleur Film au Festival International de Bucarest 2015
- Prix d'interprétation pour Viggo Mortensen au Festival du film de Sarlat 2014
- Orchidée d'Or du meilleur film Festival de la Réunion 2014
- Prix Fritz Gerlich Festival du film de Munich 2015

L'Affaire SK1 :
- César 2016 : nomination pour le César de la meilleure adaptation
- Prix Jacques-Prévert du scénario 2016, meilleure adaptation
- Prix Jacques-Deray du film policier français 2015
- Festival Polar de Cognac 2015 : POLAR du meilleur long métrage francophone de cinéma

Nos retrouvailles :
- Sélection à la Semaine Internationale de la Critique Cannes 2007
- Prix d’interprétation pour Nicolas Giraud au festival de la Réunion 2008
- Mention spéciale « Best First Feature Film » au festival de Rome 2008

Sous le bleu :
- Sélection officielle 61e Mostra de Venise (Corto cortissimo)
- Nomination aux Césars 2006.

En mon absence :
- Mention du jury au Festival de Clermont-Ferrand 2002

Le Mur :
- Sélectionné Césars 1998